# Verbintenis
Een verbintenis (Latijn: obligatio) is in de rechtswetenschap een rechtsverhouding krachtens welke de ene partij (schuldenaar of debiteur) een prestatie verschuldigd is aan de andere partij (schuldeiser of crediteur). De verbintenis heeft een actieve en een passieve kant: zij is zowel vorderingsrecht van de schuldeiser of crediteur als schuld van de schuldenaar of debiteur. Met schuld wordt hier bedoeld een rechtsplicht. Het gaat dan om een afdwingbare plicht, in tegenstelling tot een morele of godsdienstige plicht. Het kan gaan om een plicht tot doen, nalaten, geven of dulden.
Een overeenkomst tussen twee partijen houdt vaak twee verbintenissen in, met voor elke partij een aan de actieve en een aan de passieve kant. Beide partijen zijn dan dus zowel schuldeiser als schuldenaar.
Soms wordt met de term verbintenis alleen de schuldzijde van de verbintenis bedoeld. Met die terminologie houdt een overeenkomst tussen twee partijen vaak voor elk één verbintenis in, bijvoorbeeld bij een koopovereenkomst voor de een de levering en voor de ander de betaling.
Het woord verbintenis wordt ook wel gebruikt voor een overeenkomst of verbond tussen personen, zoals in een huwelijk, maar dat valt buiten de betekenis van het woord als rechtsterm. In het recht gaat de overeenkomst aan de verbintenis vooraf.
Het verbintenissenrecht regelt gevolgen van het ontstaan van verbintenissen. De verbintenis werd al beschreven in de oudste leerboeken van het Romeins recht: de Instituten.

## Nederlands recht

### Het ontstaan van verbintenissen
Volgens het Nederlandse recht kunnen verbintenissen enkel uit de wet ontstaan. Dat kan rechtstreeks zijn, maar ook indirect. Het laatste is het geval als de verbintenis voortvloeit uit een overeenkomst, onrechtmatige daad of rechtmatige daad (bijv. zaakwaarneming). Ook kunnen verbintenissen ontstaan uit een testament, bijvoorbeeld een testamentaire last of executele.
Kortom er zijn vrijwillige verbintenissen, zoals die welke uit een overeenkomst voortvloeien, en onvrijwillige, zoals die uit onrechtmatige daad. Je koopt een auto omdat je het wilt, maar verbintenis om schade te vergoeden bij een aanrijding had je natuurlijk liever niet.
Het Nederlands recht kent geen andere verbintenissen, dan degene die ontstaan op bij wet voorziene wijze.
Verbintenissen ontstaan:
- rechtstreeks uit de wet:
  - als gevolg van een feitelijk handelen zoals de onrechtmatige daad.[3]
Bijvoorbeeld als door schuld van Jan de brommer van Joop beschadigd raakt, dan leert de wet ons dat op Jan de verbintenis rust om aan Joop de schade te vergoeden of bijvoorbeeld een belastingwet;
- indirect uit de wet:
  - als gevolg van afspraak tussen twee of meer partijen: een overeenkomst.[4]
Bedrijf A kan een overeenkomst sluiten om bepaalde goederen te leveren voor een bepaalde tijd aan bedrijf B.

### Het tenietgaan van verbintenissen
De meest voor de hand liggende manier waarop een verbintenis teniet gaat is de uitvoering ervan, het nakomen ofwel de betaling in de meest ruime betekenis van het woord. Een verbintenis kan verder nog tenietgaan, door schuldvernieuwing, door kwijtschelding, door schuldvergelijking (verrekening), door schuldvermenging, door verlies van de zaak, door vernietiging, door de werking van een eventueel bedongen ontbindende voorwaarde en ten slotte door verjaring.

#### Natuurlijke verbintenis
Onder de verbintenissen vormt de natuurlijke verbintenis een aparte categorie. Dit zijn verbintenissen waarvan de nakoming niet verplicht is, maar waar die ook niet onverschuldigd is als die wel plaatsvindt. Simpel gezegd: je hoeft zo'n verbintenis niet na te komen, maar als je het toch doet zit je er wel aan vast.
Dat is bijvoorbeeld een dringende morele verplichting. Zo'n natuurlijke verbintenis kan onder bepaalde omstandigheden toch een juridisch relevante rol gaan spelen, bijvoorbeeld omdat maatschappelijke omstandigheden daartoe nopen.

#### Voorwaardelijke verbintenis
Ook zijn voorwaardelijke verbintenissen mogelijk, niet alleen voorwaardelijke verbintenissen, die voortvloeien uit een overeenkomst, een tweezijdige rechtshandeling, maar ook die voortvloeien uit een eenzijdige rechtshandeling, zoals een testament.

#### Toekomstige verbintenis
In bepaalde gevallen gaat het bij een overeenkomst om toekomstige prestaties, zoals het betalen van de koopsom en daartegenover de levering van een zaak. In andere gevallen vindt de levering echter gelijktijdig met het sluiten van de overeenkomst plaats. Dat is bijvoorbeeld het geval als iemand iets koopt in een winkel of automaat en meteen betaalt. Juridisch is er dan sprake van een 'samenval van rechtsmomenten'. In dat geval hoeft de overeenkomst niet meer vastgelegd te worden, maar blijkt die bijvoorbeeld uit de kassabon, waaruit ook rechtsgevolgen kunnen voortvloeien, zoals garantie en het ruilrecht. Er komt dan op eenvoudige wijze een stilzwijgende overeenkomst tot stand.

### Regeling
In Nederland is het verbintenissenrecht met name in Boek 6 van het Burgerlijk Wetboek geregeld.
In Boek 6 van het huidig BW gaat het om bepalingen over verbintenissen in het algemeen, over de verbintenis uit onrechtmatige daad, over enkele bijzondere verbintenissen (namelijk die uit zaakwaarneming, onverschuldigde betaling en ongerechtvaardigde verrijking) en om bepalingen over de overeenkomst in het algemeen.

#### Geschiedenis
Artikel 1269 van het (oud) Burgerlijk Wetboek van 1838 gaf een uitputtende regeling van de bronnen der verbintenis.
Artikel 11 van de Wet Algemeene Bepalingen der Wetgeving van het Koninkrijk verbood de rechter deze regel als niet-uitputtend aan te merken.

## Belgisch recht
Een verbintenis wordt in artikel 5.1 van het Burgerlijk Wetboek gedefinieerd als "een rechtsband op grond waarvan een schuldeiser van een schuldenaar, indien nodig in rechte, de uitvoering van een prestatie mag eisen". De essentiële elementen zijn:
- Een rechtsband tussen rechtssubjecten (aan de actiefzijde minstens één schuldeiser of crediteur en aan de passiefzijde minstens één schuldenaar of debiteur). Wanneer de pluraliteit wegvalt doordat er niet langer twee of meer partijen zijn, dooft de verbintenis uit of wordt ze minstens opgeschort.
- Een verschuldigde prestatie, die erin kan bestaan iets te geven, iets te doen, of iets niet te doen.
- Afdwingbaarheid in rechte, tenzij voor natuurlijke verbintenissen: als schuldenaars de verbintenis niet vrijwillig nakomen, hebben schuldeisers een remedie om hen daartoe te dwingen, al dan niet via de tussenkomst van een rechter.

Wettelijk kunnen verbintenissen ontstaan door een rechtshandeling, een oneigenlijk contract, een onrechtmatige daad of rechtstreeks uit de wet (art. 5.3, eerste lid BW). Dit systeem van bronnen wordt beschouwd als open, omdat het in theorie kan worden aangevuld door andere bronnen die niet wettelijk zijn opgesomd. Dat is in het verleden gebeurd toen ongerechtvaardigde verrijking, rechtmatig vertrouwen en eenzijdige wilsuiting zonder tussenkomst van de wetgever als bronnen van verbintenis zijn erkend.
De resultaatsverbintenis wordt onderscheiden van de inspanningsverbintenis.

## Geschiedenis
In de Romeinse tijd werden verbintenissen en een aantal ontstaansgronden daarvan benoemd welke in de loop der geschiedenis nader ontwikkeld werden.
In de Instituten van Gaius (Gai 3. 88) wordt beschreven dat een verbintenis ontstond:
- ex contractu (uit overeenkomst)
- ex delicto (uit onrechtmatige daad)

Bij zijn latere Res cottidianae sive aureae (lib II; D. 44. 7. 1 pr.) wordt deze tweedeling gestegen tot een driedeling:
- ex contractu
- ex maleficio
- ex variis causarum figuris (uit verschillende andere oorzaken)

In de Instituten van Justinianus (I.3.13.2) konden ze op de volgende manieren ontstaan:
- ex contractu
- quasi ex contractu (als ware het uit overeenkomst)
- ex maleficio
- quasi ex maleficio (als ware het uit onrechtmatige daad)

De quasi-bronnen van verbintenissen zijn een vorm van risicoaansprakelijkheid.
In de tijd van Napoleon Bonaparte werd de Code civil ingevoerd, die ook de quasi-verbintenisbronnen kende. De Code civil, vergelijkbaar met de Burgerlijke Wetboeken van de Nederlanders en de Belgen, is grotendeels hetzelfde gebleven in Frankrijk en is nog immer geldend recht. Daarentegen behoudt de Duitse pandectische rechtswetenschap (usus modernus pandectarum) de driedeling.